# Ranunculus cuneifolius
Ranunculus cuneifolius Maxim. – gatunek rośliny z rodziny jaskrowatych (Ranunculaceae Juss.). Występuje endemicznie w Chinach, w prowincjach Heilongjiang i Liaoning oraz w regionie autonomicznym Mongolia Wewnętrzna. 

## Morfologia
PokrójBylina o lekko owłosionych pędach. Dorasta do 10–60 cm wysokości.
LiścieSą trójdzielne. Mają romboidalny kształt. Mierzą 3–8 cm długości oraz 3–8 cm szerokości. Nasada liścia ma klinowy kształt. Brzegi są ząbkowane. Ogonek liściowy jest mniej lub bardziej owłosiony i ma 3,5–25 cm długości.
KwiatySą zebrane po 2 i więcej w kwiatostanach. Pojawiają się na szczytach pędów. Mają żółtą barwę. Dorastają do 12–20 mm średnicy. Mają 5 owalnych działek kielicha, które dorastają do 5–6 mm długości. Mają 5 owalnych płatków o długości 6–11 mm.
OwoceNagie niełupki o owalnym kształcie i długości 2 mm. Tworzą owoc zbiorowy – wieloniełupkę o półkulistym kształcie i dorastającą do 5 mm długości.

## Biologia i ekologia
Kwitnie od lipca do września.